# Caripe (Bolivien)
Caripe ist eine Ortschaft im Departamento Oruro im Hochland des südamerikanischen Andenstaates Bolivien.

## Lage im Nahraum
Caripe ist der zentrale Ort im Kanton Caripe, einem von vier Kantonen des Municipios Curahuara de Carangas in der Provinz Sajama.  Caripe liegt am Westrand des Departamentos Oruro auf einer Höhe von 4191 m 25 Kilometer von der chilenischen Grenze entfernt und 12 Kilometer nordöstlich des Sajama, der mit 6542 m der höchste Berg Boliviens ist. Caripe liegt am linken Ufer des Río Tomarapi, dessen Wasser aus der Laguna Huana Kkota wenige Kilometer nördlich des Sajama stammt, und der weiter südlich über den Río Cosapa in den Río Lauca mündet und zum Salar de Coipasa fließt.

## Geographie
Caripe liegt auf dem bolivianischen Altiplano an den östlichen Hängen der Anden-Gebirgskette der Cordillera Occidental. Die Region weist ein typisches Tageszeitenklima auf, bei dem die mittlere Schwankung der Tagestemperaturen stärker ausfällt als die mittleren jahreszeitlichen Schwankungen.
Die Jahresdurchschnittstemperatur der Region liegt bei etwa 5 °C, der Jahresniederschlag beträgt nur etwa 200 mm (siehe Klimadiagramm Tambo Quemado). Die Monatsdurchschnittstemperaturen schwanken nur unwesentlich zwischen 1 °C im Juni/Juli und gut 6 °C von November bis März. Die Monatsniederschläge liegen unter 10 mm von April bis Oktober und erreichen ihr Maximum in den Monaten Dezember bis März.

## Verkehrsnetz
Caripe liegt in einer Entfernung von 219 Straßenkilometern westlich von Oruro, der Hauptstadt des gleichnamigen Departamentos.
Von Oruro aus führt die unbefestigte Nationalstraße Ruta 31 in westlicher Richtung über La Joya nach Curahuara de Carangas. Sie trifft fünf Kilometer nördlich von Curahuara auf die Ruta 4, die aus dem 96 Kilometer entfernten Patacamaya kommt, einer Stadt an der Ruta 1, auf halbem Wege zwischen dem Regierungssitz La Paz und Oruro. Von Curahuara aus führt die Ruta 4 über 93 Kilometer in südwestlicher Richtung bis Tambo Quemado an der chilenischen Grenze.
Nach der Einmündung der Ruta 31 auf die Ruta 4 führt die Straße am rechten Ufer des Río Pastara entlang, bis dann nach 22 Kilometern eine unbefestigte Landstraße nach rechts Richtung Caripe abzweigt und den Ort nach 27 weiteren Kilometern erreicht. Die Straße führt dann weiter nach Westen an der Laguna Huana Kkota und der Ortschaft Sajama vorbei weiter nach Tambo Quemado.

## Bevölkerung
Die Einwohnerzahl der Ortschaft ist in den vergangenen beiden Jahrzehnten auf ein Mehrfaches angestiegen:
| Jahr | Einwohner | Quelle       |
| ---- | --------- | ------------ |
| 1992 | .         | keine Daten  |
| 2001 | 50        | Volkszählung |
| 2012 | 134       | Volkszählung |
| 2024 |           | Volkszählung |

Die Region weist einen hohen Anteil an Aymara-Bevölkerung auf, im Municipio Curahuara sprechen 83,7 Prozent der Bevölkerung Aymara.